# Maiacika, Novi Sanjarî
Maiacika (în ucraineană Маячка) este localitatea de reședință a comunei Maiacika din raionul Novi Sanjarî, regiunea Poltava, Ucraina.

## Demografie
Componența lingvistică a localității Maiacika
     Ucraineană (96,99%)
     Rusă (2,35%)
     Alte limbi (0,65%)
Conform recensământului din 2001, majoritatea populației localității Maiacika era vorbitoare de ucraineană (96,99%), existând în minoritate și vorbitori de rusă (2,35%).